# Брюни, Жан-Батист
Жан-Батист Брюни (фр. Jean-Baptiste Bruny, 1769—1846) — французский генерал, участник Наполеоновских войн.
Родился 19 ноября 1769 года в Лионе. В военную службу вступил солдатом 6 июня 1785 года и к началу Великой Французской революции был сержантом в Лионском полку.
Во время революционных событий 1790 и 1791 года в Эксе и Монпелье Брюни показал себя с наилучшей стороны и был произведён в полковники. В 1794 и 1795 годах он находился в Рейнской армии и сражался против Первой коалиции. В 1796 году Брюни был начальником штаба в дивизии Ферино и блестяще проявил себя в сражении с корпусом Конде при Оберкамлахе, где ему удалось отбить у роялистов захваченных ими в пленн республиканцев.
После назначения Наполеона Бонапарта консулом, Брюни отправился в экспедицию на Карибы и под Санто-Доминго был захвачен англичанами в плен, несколько месяцев провёл на Ямайке. Вернувшись во Францию в конце 1804 года Брюни занимался переформированием французских полков и следующей кампанией, в которой ему довелось принять участие, явилась война против Австрии в 1809 году. Находясь в Итальянской армии Брюни несколько раз отличился и получил титул барона Империи и орден Почётного легиона.
6 августа 1811 года Брюни был произведён в бригадные генералы. Состоя в корпусе маршала Нея, он совершил кампанию 1812 года в России, принимал участие во многих сражениях. В сражении при Бородино он командовал 3-й бригадой 10-й пехотной дивизии и за отличие был награждён командорским крестом ордена Почётного легиона.
После отступления из Москвы и ряда арьергардных боёв Брюни оказался в Пруссии, был назначен генерал-губернатором Штеттина, однако из-за перехода русской армии прусской границы не смог выехать к месту назначения и получил должность начальника штаба маршала Сен-Сира. При обложении Берлина союзниками Брюни командовал обороной крепости Шпандау и сдал её после длительной осады на почётную капитуляцию. Наполеон приказал судить Брюни военным судом, но заседание не состоялось, а сам Брюни был назначен начальником подразделений в Антверпене.
При воцарении Людовика XVIII Брюни был назначен на Корсику. Во время Ста дней он остался верен королю и защищал Аяччо против повстанцев, поддерживавших Наполеона. При Второй реставрации Брюни был назначен командующим 17-м военным округом, а за защиту Аяччо награждён почётным мечом.
Затем Брюни командовал несколькими военными округами в континентальной Франции и 19 августа 1830 года вышел в отставку. Скончался 11 июня 1846 года.